# Eucereon vestalis
Eucereon vestalis är en fjärilsart som beskrevs av William Schaus 1892. Eucereon vestalis ingår i släktet Eucereon och familjen björnspinnare. Inga underarter finns listade i Catalogue of Life.